# Get Tragic
Get Tragic è il quinto album in studio del gruppo musicale britannico Blood Red Shoes. È stato pubblicato nel gennaio 2019 da Jazz Life Records.

## Tracce
1. Eye To Eye – 3:40
2. Mexican Dress – 3:59
3. Bangs – 2:32
4. Nearer – 3:54
5. Beverly – 4:38
6. Find My Own Remorse – 4:07
7. Howl – 2:54
8. Interlude – 0:48
9. Anxiety – 3:05
10. Vertigo – 3:07
11. Elijah – 4:52